# Ranger (Geórgia)
Ranger é uma cidade  localizada no estado americano de Geórgia, no Condado de Gordon.

## Demografia
Segundo o censo americano de 2000, a sua população era de 85 habitantes.
Em 2006, foi estimada uma população de 92, um aumento de 7 (8.2%).

## Geografia
De acordo com o United States Census Bureau tem uma área de 2,1 km², dos quais 2,1 km² cobertos por terra e 0,0 km² cobertos por água.

## Localidades na vizinhança
O diagrama seguinte representa as localidades num raio de 28 km ao redor de Ranger.